# Нурджулар
«Нурджула́р» (тур. Nurcular, Nur Cemaati) — турецкое религиозное сообщество, распространяющее идеологию ислама суннитского направления.
Образовалось после Первой мировой войны на основе тафсиров Корана известного курдского теолога шейха Бадиуззамана Саида Нурси (1876-1960 г.г.), который считал Коран «живым документом», проповедовал идеи братства и милосердия, призывал к вере и любви к Аллаху, срединности в соблюдении предписаний шариата, выступал против установления в Турции воинствующего атеистического государственного строя. Власти Турции признали пользу произведений Саида Нурси.
В основном базируется в Турции, но также широко представлена и в других странах, особенно тюрко-язычных.
По неподтвержденной версии некоторых экспертов, данная религиозная организация продвигает идею тюркского превосходства и необходимости объединения исламского мира под эгидой Анкары с конечной целью создания «чистого государства» на основе «просвещённого шариата». Хотя сам Саид Нурси курд по национальности.

## История
После прихода к власти Мустафы Кемаля Ататюрка любая исламская деятельность в Турции была запрещена, и Саид Нурси был неоднократно заключен в тюрьму за написание комментариев к Корану, именуемых «Рисале-и Нур», и каждый раз суд оправдывал его. 
После смерти С. Нурси его ближайшими учениками в городах Турции были организованы курсы по изучению собрания его сочинений «Рисале-и Нур», которые переписывались от руки. В 1950-х годах Великое национальное собрание Турции (парламент) приняло постановление о легализации движения последователей С. Нурси.
В 1970 году идеи С. Нурси по восстановлению Исламских традиций активно стал проповедовать имам мечети в Измире Фетхулла Гюлен. В связи с этим он неоднократно привлекался к уголовной и административной ответственности во времена правления кемалистов. Активная миссионерская деятельность Ф. Гюлена послужила толчком для создания вокруг него мощной, вертикально структурированной организации его последователей, ориентированных на наследие С. Нурси и написанных самим Ф. Гюленом произведений. Фетхулла Гюлен создал отличное от читателей книг Саида Нурси направление, названное впоследствии в России "Нурджулар". Однако в России по большей части привлекают к уголовной ответственности обычных читателей книг Саида Нурси, никак не связанных с "Нурджуларом" Гюлена.
24 февраля 1993 года Великое национальное Собрание Турции приняло нижеследующий указ: «Вернуть честь и достоинство Бадиуззаману Саиду Нурси, который испытал много издевательств и несправедливости, а также книгам „Рисале-и Нур“, и принести от нашего имени и от имени турецкой нации извинения за причинённый вред».
С приходом к власти правительства Реджепа Тайипа Эрдогана позиции «Нурджулар» на территории стран проживания мусульманского и тюркоязычного народов значительно усилились. Однако после событий 17 декабря 2013 года, когда сторонники Гюлена попытались свергнуть Эрдогана, отношение к Гюлену и его структуре резко изменилось.

## Деятельность
За минувшие двадцать с лишним лет последователями Саида Нурси и Фетхуллаха Гюлена удалось осуществить большое количество культурно-образовательных проектов на постсоветском пространстве. При этом их стратегии и содержание серьезно различаются. В русскоязычном публичном пространстве часто не разделяют нурсистов — последователей Саида Нурси, продвигающих идеи «Рисале-и Нур», и фетхуллахчи (гюленовцы) — собственно последователей Гюлена, реализующих его образовательные проекты. Наиболее рельефно отсутствие ясного понимания несводимости двух движений проявилось во время кампании критики «турецких миссионеров» на рубеже 2000-х годов. Между тем последователей Нурси и Гюлена необходимо четко различать. Хотя Гюлен и его последователи являются в некоторой степени продолжателями дела Нурси, они основали своё движение, по многим показателям существенно отличное от созданного Нурси. В Центральной Азии последователи Нурси, верные классической трактовке «Рисале-и Нур», по характеру деятельности представляют собой разительный контраст с последователями Гюлена. Читатели книг Саида Нурси (нурсисты) не строят школ, не реализуют масштабных культурно-просветительских проектов, их деятельность состоит в организации коллективных чтений «Рисале-и Нур» и решении культуртрегерских задач распространения учения Нурси. Численность нурсистов невелика, их влияние незначительно. Не располагая специализированными образовательными учреждениями, медресе и школами, они проводят религиозные собрания на квартирах.
В настоящее время структуры «Нурджулар» действуют во всех странах мира. По сведениям Главного командования Вооруженных сил Турции, число их последователей достигает 4 миллиона человек. Кроме того, «Нурджулар» Гюлена контролирует турецкий телеканал «Саман Йолу ТВ», издательский комплекс «Хакикат Китаб ЭВИ», ей принадлежат газеты "Заман", «Сызынты», «Зафер».
При участии этого течения в Германии, Швейцарии, Нидерландах, на Ближнем Востоке и в Африке открыто значительное количество школ, лицеев, больниц, радиостанций и газет. Движение «Нурджулар» ведет успешную проповедь в Индии, Пакистане и Малайзии, имеет распространение среди турецких студентов, обучающихся в США.

## «Нурджулар» в России
В России «Нурджулар» Фетхуллаха Гюлена обосновалась в середине девяностых годов. За эти годы ей удалось открыть на территории России более 30 спецшкол, одно университетское отделение, три языковых курса при различных институтах. В дальнейшем они были закрыты или перепрофилированы Минобрнауки РФ по причине их несоответствия системе образования России.
По мнению ФСБ России, «Нурджулар» Гюлена занимается сбором информации в политической, экономической, межконфессиональной и других сферах в регионах и государствах, где проживают тюркоязычные народы, использует методы конспирации, осуществляет внедрение и дальнейшее продвижение своих последователей в органы власти и управления, как в Турции, так и в других государствах. В Российской Федерации движение «Нурджулар» носит целенаправленный и чётко структурированный характер. За каждым регионом страны закрепляется тот или иной фонд или фирма, которые являются ответственными за распространение в нем идеологии движения. Их деятельность контролируется руководящими функционерами «Нурджулар», которые регулярно совершают инспекционные поездки по российским регионам. Помимо инспекций они занимаются непосредственно и проповеднической деятельностью, осуществляя религиозный инструктаж сотрудников фирм и фондов. «Нурджулар» является многоуровневой, чётко структурированной организацией. Её деятельность носит конспиративный характер, в структуре имеется собственная служба безопасности, располагающая банком данных на всех членов движения и занимающаяся, в частности, выявлением агентуры национальных спецслужб и правоохранительных органов. Каждого нового члена инструктируют о необходимости сохранения в тайне факта своей принадлежности к данной организации.
Особое внимание «Нурджулар» уделяет пропаганде исламских и пантюркистских идей в различных странах путём создания подконтрольных светских и религиозных учебных заведений различного уровня. Уже длительное время активно «осваиваются» территории целого ряда государств Центральной Азии, Закавказья, субъектов Российской Федерации, где проживают тюркоязычные народы. Всего с начала 90-х годов миссионеры «Нурджулар» развернули за пределами Турции более 500 официально считающихся светскими учебных заведений, в которых в равной степени преподаются общеобразовательные и религиозные предметы.
В 2002—2004 годах из России были выдворены около 20 граждан Турции, которые, как утверждали российские спецслужбы, были связаны с «Нурджулар».
По данным ФСБ России, функционеры этой организации осуществляли тесные контакты с представителями действующих в Турции организаций, оказывающих помощь бандформированиям в Чечне
.
Также известно, что «Нурджулар» активизирует свою деятельность в Крыму, оказывая влияние на крымскотатарскую молодёжь.
Последователи «Нурджулар» Гюлена активно распространяют в Интернете материалы из собрания сочинений своего духовного лидера Саида Нурси, хотя некоторые из находятся в Федеральном списке экстремистских материалов.. 21 мая 2014 года Коптевский районный суд САО г. Москвы принял решение о признании литературы С. Нурси, изданной московским фондом «Нуру Бади», экстремистской и о запрещении её распространения на территории Российской Федерации. Таким образом, Россия стала второй страной в мире после Узбекистана, на территории которой многие труды Саида Нурси в переводе на русский язык запрещены. Среди ряда экспертов существует мнение, что «Нурджулар» в реальности не существует, это вымышленная организация, а Саид Нурси, основатель данного движения, был одним из самых толерантных мусульманских ученых.
Впрочем, по данным правозащитного центра «Сова», в России общество «Нурджулар» как организация не действует. В стране имеются имеются лишь отдельные последователи объединения, подвергающиеся преследованию лишь за изучение трудов Нурси.